# Body Love
Cet article concerne le film de Lasse Braun. Pour l'album de Klaus Schulze, voir Body Love (album).
 Pour plus de détails, voir Fiche technique et Distribution
Body Love est un film pornographique franco-néerlando-allemand  de Lasse Braun sorti en 1977. Le rôle principal y est tenu par Catherine Ringer. Elle joue la fille du comte libertin. Klaus Schulze, compositeur de la bande originale du film y fait un rapide caméo.

## Synopsis
Le baron von Goeneveld se soucie de sa famille. Il surprend sa femme nymphomane Glenda en mettant à sa disposition deux amants dans une maison abandonnée. Et pour le dix-huitième anniversaire de sa fille, il organise une fête qui tourne à l'orgie.

## Fiche technique
- Titre : Body Love
- Réalisation : Lasse Braun
- Scénario : Lasse Braun
- Musique : Klaus Schulze[2],[3]
- Image : Peter Focus
- Décors : Lasse Braun
- Montage : Ina Daman • Bent Rohweder
- Producteur : Manfred Metz
- Société de production : Love Film Productions
- Pays :  Allemagne  France  Pays-Bas
- Année : 1976[4]
- Format : couleurs 35 mm
- Genre : pornographique
- Durée : 85 minutes
- Dates de sortie : 
  - Suède : 13 février 1978[1]
  - Japon : 13 décembre 1980[1]
- Autres titres : 
  - Allemagne : Das Porno Telefon[4]

## Distribution
- Catherine Ringer : Martine (créditée comme Lolita Da Nova)
- Jack Gatteau : le reporter
- Glenda Farrel : Glenda
- Gilda Arancio : Gilda (créditée comme Gilda Stark)
- Jean-Gérard Sorlin : le baron
- Tony Morena :
- Gemma Giménez : l'esclave
- Carmelo Petix :
- Louison Boutin : Bill
- Frédérique Souchier : une invitée
- Chantal Virapin : une invitée (créditée comme Vicky Mesmin)
- Carlo Manuguerra : un invité
- Hans Sonntag : un invité
- Christel Loris : une invitée (créditée comme Christine Louis)
- Mike Lennart : un invité
- Louise Maier : une invitée
- Micky Love (créditée comme Michèle d'Agro)
- Benoît Archenoul : Ben (créditée comme Romain Ximay)
- Jean-Claude Baboulin : un invité

## Édition
- France : DVD aux éditions Blue One, juillet 2008 coffret Lasse Braun (avec French blue et Sensations)
- Allemagne : DVD aux éditions Tabu Film, 2009
- États-Unis : DVD aux éditions Caballero, février 2006

- La bande originale du film, composée par Klaus Schulze, a été éditée par Metronome Records en 1977[5].